# تیراندازی با کمان در المپیک تابستانی ۱۹۰۰
تیراندازی با کمان در بازی‌های المپیک تابستانی ۱۹۰۰ اولین دوره رویداد ورزش تیراندازی با کمان در بازی‌های المپیک تابستانی بود که در سال ۱۹۰۰ برگزار شد. در این مسابقات شش مسابقه ورزشی تیراندازی با کمان که در شهر پاریس، فرانسه برگزار شد که ۱۵۳ ورزشکار با یک دیگر به رقابت پرداختند. هویت ۱۷ ورزشکار معلوم است اگر چه که تعدادی از ورزشکاران فقط از طریق نام خانوادگی قابل تشخیص هستند. این مسابقات اولین دوره از مسابقات تیر اندازی با کمان در بازی‌های المپیک تابستانی بوده که هر شش رویداد ورزشی آن مردان به رقابت با یک دیگر پرداخته‌اند. فرانسه و بلژیک و هلند ورزشکاران خود را به این مسابقات فرستاده بودند. نام هیچ‌کدام از ورزشکاران اهل هلند معلوم نیست و هیچ یک از آن‌ها موفق به کسب مدال نشدند.

## جدول مدال‌ها
| رتبه | کشور         | طلا | نقره | برنز | مجموع |
| ۱    | فرانسه (FRA) | ۳   | ۵    | ۴    | ۱۲    |
| ۲    | بلژیک (BEL)  | ۳   | ۲    | ۱    | ۶     |

## کشورهای شرکت کننده
۱۵۳ ورزشکار از ۳ کشور در این مسابقات به رقابت پرداختند:
- بلژیک (۱۸)
- فرانسه (۱۲۹)
- هلند (۶)

## نتایج

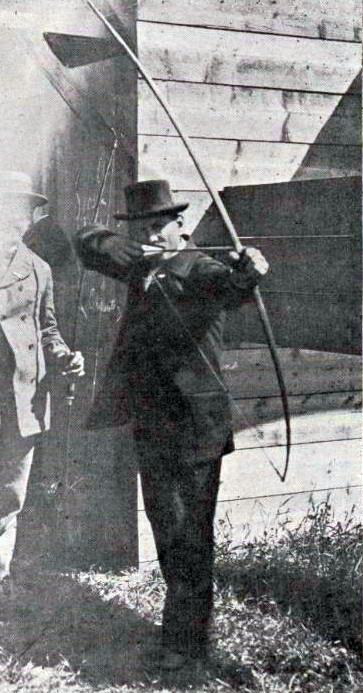
Unknown competitor in the archery events

| رویداد                      | طلا                     | نقره                                            | برنز                            |
| Au Cordon Doré ۵۰ متر       | Henri Hérouin · فرانسه  | هوبرت وان اینیس · بلژیک                         | Émile Fisseux · فرانسه          |
| Au Cordon Doré ۳۳ متر       | هوبرت وان اینیس · بلژیک | Victor Thibaud · فرانسه                         | Charles Frédéric Petit · فرانسه |
| Au Chapelet ۵۰ متر          | Eugène Mougin · فرانسه  | Henri Helle · فرانسه                            | Émile Mercier · فرانسه          |
| Au Chapelet ۳۳ متر          | هوبرت وان اینیس · بلژیک | Victor Thibaud · فرانسه                         | Charles Frédéric Petit · فرانسه |
| Sur la Perche à la Herse    | Emmanuel Foulon · بلژیک | Auguste Serrurier · فرانسه Emile Druart · بلژیک | مدال داده نشد                   |
| Sur la Perche à la Pyramide | Émile Grumiaux · فرانسه | Auguste Serrurier · فرانسه                      | Louis Glineux · بلژیک           |